# Prêmio Whittaker
O Prêmio Whittaker (em inglês:  Sir Edmund Whittaker Memorial Prize) da Edinburgh Mathematical Society é concedido a cada quatro anos para trabalhos de destaque em matemática (matemática pura, matemática aplicada, estatística, física matemática). Na ocasião da premiação os recipientes devem ter no máximo 35 anos de idade e também serem filiados a uma universidade escocesa, por terem obtido uma graduação em uma universidade do país ou pelo menos por pesquisas durante permanência de no mínimo três anos. O valor monetário do prêmio é de no mínimo 50 libras. É denominado em memória de Edmund Taylor Whittaker, que foi professor em Edinburgh, fundada em 1956 por seu filho John Macnaughten Whittaker, também professor de matemática, dotado com 500 libras.

## Recipientes
- 1961: A. G. Mackie, Andrew Hugh Wallace
- 1965: John Bryce McLeod (Oxford, Pittsburgh, Analysis)
- 1970: Derek J. S. Robinson (University of Illinois at Urbana Champaign, emeritiert, Algebra)
- 1973: Alexander Munro Davie
- 1977: Gavin Brown (Universität Sydney), Charles A. Stuart (Universität Sussex, Angewandte Mathematik)
- 1981: John Macleod Ball (Oxford)
- 1985: Jim Howie (Heriot-Watt University, Topologie)
- 1989: Andrew Lacey (Heriot Watt University, Angewandte Mathematik), Michael Röckner (Universität Bielefeld, Analysis, Wahrscheinlichkeitstheorie)
- 1993: Mitchell Berger (Universität Exeter, Knotentheorie mit Anwendungen in Astrophysik), Alan Reid (Universität Texas, niedrigdimensionale Topologie, diskrete Gruppen und hyberbolische Mannigfaltigkeiten)
- 1997: Alan Rendall (Max-Planck-Institut für Gravitationsphysik, Potsdam), für mathematische  Arbeiten aus dem Umfeld der Allgemeinen Relativitätstheorie
- 2001: Michael McQuillan und Jonathan Sherratt (Heriot-Watt University, mathematische Modellierung in Medizin und Biologie, zum Beispiel Krebs)
- 2005: Tom Bridgeland (Universität Sheffield), algebraische Geometrie und Verbindungen zur Stringtheorie
- 2009: Agata Smoktunowicz (Universität Edinburgh)
- 2013: Stuart White (Universität Glasgow), Funktionalanalysis
- 2016: Arend Bayer (Universität Edinburgh), geometria algébrica